# 陳璇
陳璇（1996年7月30日—），臺灣女演員，出生於臺北市，畢業於朝陽科技大學傳播藝術系。2019年參與台視偶像劇《愛情白皮書》而出道，2020年參與華視、公視台語台偶像劇《若是一個人》，飾演許慶芬一角為人熟知，2022年參與衛視中文台原創電視劇《我和我的鋼四壁》中擔綱女主角，並在劇裡飾演陸皓寧角色。

## 影視作品

### 電視劇
| 年份   | 播出頻道            | 劇名               | 角色     | 導演                           |
| 2019年 | 台視                | 《愛情白皮書》     | Sharon   | 李芸嬋、林君陽                 |
| 2019年 | 民視                | 《老鼠捧茶請人客》 | 女警員   | 林博生                         |
| 2019年 | 華視                | 《守著陽光守著你》 | 雅雅     | 連春利                         |
| 2020年 | 華視、公視台語台    | 《若是一個人》     | 許慶芬   | 杜政哲                         |
| 2021年 | 大愛電視台          | 《姊姊向前衝》     | 產險小滿 | 鄧安寧                         |
| 2022年 | 衛視中文台          | 《我和我的鋼四壁》 | 陸皓寧   | 丁仰國、姜秉辰、周俊倫、卓群超 |
| 2022年 | 八大戲劇台、Netflix | 《親愛的亞當》     | 張萌     | 廖士涵、郭春暉                 |
| 2023年 | 大愛電視台          | 《打怪任務》       | 杜小玹   | 洪伯豪                         |
| 2025年 | 大愛電視台          | 《以身相許》       |          | 徐輔軍                         |

### 電影
| 年份   | 片名             | 角色           | 導演   |
| 2021年 | 《複身犯》       | 研究小組助理   | 蕭力修 |
| 2024年 | 《夏日的檸檬草》 | 女主角高中好友 | 賴孟傑 |

### 微電影
| 年份   | 片名                             |
| 2019年 | 《德廚床寢-Lattoflex形象微電影》 |

### 音樂錄影帶
| 日期          | 演唱者      | 歌名                     |
| ------------- | ----------- | ------------------------ |
| 2024年5月17日 | Vast & Hazy | 〈整理整頓清潔中 Apple〉 |

## 外部連結
- 陳璇的Facebook專頁
- 陳璇的Instagram帳戶